# Luis Ernesto Luna Suárez
Luis Ernesto Luna (Garzón, 22 de noviembre de 1924-Neiva, 14 de enero de 2010) fue un poeta colombiano, cofundador de Los Papelípolas, afín a la generación Beat.

## Reseña biográfica
El Índice Poético del Huila de David Rivera Moya, indica que nació en Garzón, Huila el 22 de noviembre de 1928; su cédula, 1926; pero su partida de bautismo, levantada por el escritor Oliver Lis, indica que nació en el año de 1924. Luis E. Luna falleció en Neiva el 14 de enero de 2010, tras varios derrames cerebrales. Fue un poeta, cofundador de Los Papelípolas, grupo literario surgido en el Departamento del Huila casi a la par del Nadaísmo en 1958. Primo del aedo Armando Cerón Castillo. El vate ejerció como juez sin ser titulado, tenía un periódico mimeografiado, y también se dedicó a la propaganda política del M.R.L. (Movimiento Revolucionario Liberal).

### Obra
Su obra Memoria del Silencio fue programada desde 1958 en los Cuadernos Huilenses de Los Papelípolas, dirigidos por Gustavo Andrade, pero no salió sino hasta 1987, más de dos décadas después de la disolución del grupo literario. En la revista Ecos, del Bachillerato Nocturno José María Rojas Garrido, de 1964, figura su poema más importante, Ananké, que no incluyó en la obra de 1987, y del que renegó al final de su vida, como férreo ateo. Fue traductor de Verlaine.
Otras publicaciones suyas pueden leerse en varias antologías:
- LOSADA, Félix Ramiro, Literatura Huilense, Ediciones Centenario, Col., 2005.
- ECHAVARRÍA, Rogelio, Antología de la Poesía Colombiana, Bogotá, Col., El Áncora Editores, 1997.
- LICONA, Pedro, Crónica Poética del Huila, Instituto de Cultura Popular de Neiva, Col., 1996.
- MORENO, Delimiro, Los Papelípolas, Ensayo Sobre Una Generación Poética, Vargas Editores, Bogotá, Col., 1995.
- GUEBELLY, Jorge, Soledad y Orfandad del Hombre Moderno en la Poesía Huilense, Universidad Surcolombiana, Col., 1987.
- COMPILACIÓN DE VARIOS AUTORES (Jonathan de la Sierra, Armando Cerón, Carlos Gutiérrez y Luis Ernesto Luna), Una vez desaparecido el tren la estación parte riendo en busca del viajero, Colección el Búho y la Serpiente, 2, Fondo de Autores Huilenses, Col., 1988.

Oliver Lis publicó en 2008, el trabajo Vida y Obra del Poeta Papelípola Luis Ernesto Luna, la obra más completa que se conozca sobre el aedo.